# 남짜미현
남짜미현(베트남어: Huyện Nam Trà My / 縣南茶眉)은 베트남 남중부 지방 꽝남성의 현이다.

## 행정 구역
남짜미현은 1시진, 11사를 관할하고 있다.

### 사
- 짜깡 사 (Xã Trà Cang, 茶亢社)
- 짜돈 사 (Xã Trà Don, 茶敦社)
- 짜던 사 (Xã Trà Dơn, 茶屯社)
- 짜렝 사 (Xã Trà Leng, 茶玲社)
- 짜린 사 (Xã Trà Linh, 茶靈社)
- 짜마이 사 (Xã Trà Mai, 茶梅社)
- 짜남 사 (Xã Trà Nam, 茶南社)
- 짜떱 사 (Xã Trà Tập, 茶集社)
- 짜번 사 (Xã Trà Vân, 茶雲社)
- 짜빈 사 (Xã Trà Vinh, 茶榮社)